# Fudbalski klub Timok
Il Fudbalski klub Timok 1919 (in serbo ФК Тимок 1919?), meglio noto come Timok, è una società calcistica serba con sede nella città di Zaječar. 
Fondata nel 1919 prende il nome dal Timok, il fiume affluente del Danubio che bagna Zaječar, ha militato tre stagioni consecutive in 2. Savezna liga, secondo livello del defunto Campionato jugoslavo di calcio.
Nella stagione 2023-2024 milita nella Srpska Liga, la terza divisione del campionato serbo.

## Storia
Il FK Timok viene fondato nel 1919 ed è la più antica squadra di calcio di Zaječar; nel periodo fra le due guerre milita nei campionati regionali. Nei primi anni del secondo dopoguerra prende il nome Dinamo, ma nel 1951 torna al nome originario; in occasione del centenario lo cambia in FK Timok 1919.
Durante i primi dieci anni del dopoguerra, gareggia nei campionati regionali serbi, solitamente al terzo livello della piramide calcistica jugoslava. Nel 1955 viene promosso in IV Zona, il girone orientale della seconda divisione comprendente le compagini della Serbia Centrale, Kosovo, Metochia e Macedonia, come Vardar, Radnički Kragujevac e Radnički Niš. Si piazza all'8º posto il primo anno, ma nella seconda stagione viene retrocesso a causa della riorganizzazione dei campionati.
Per i successivi 20 anni il Timok milita nei campionati regionali serbi. Negli anni '70 riesce a qualificarsi per tre volte alla Coppa di Jugoslavia, venendo sempre eliminato dallo Željezničar (1–8, 2–5 e 0–2).
Nel 1981 riesce a tornare in seconda divisione. Nella Druga Liga 1981-1982 ottiene il suo più grande successo: il terzo posto dietro Galenika Zemun e FK Trepča, finanziariamente molto più forti. Le due stagioni successive sono modeste e nell'estate 1984 ritorna in terza divisione.
Nel 1992, grazie al 5º posto nella Treća liga Est ed alla riorganizzazione dei campionati dovuta alla dissoluzione della Jugoslavia, ritorna in seconda divisione, ma l'ultimo posto lo condanna alla retrocessione. Da allora il Timok milita principalmente nella Srpska liga Istok, il girone orientale della terza divisione serba, con sporadiche apparizioni nella seconda serie.
Il risultato più significativo è stato ottenuto il 26 ottobre 2005, quando il Timok elimina il Partizan negli ottavi di finale della Kup Srbije i Crne Gore 2005-2006 (1–1 e poi 5–4 dopo i tiri di rigore). I bianco-blu vengono poi eliminati dal Radnički Niš nei quarti di finale. Altro risultato eclatante è la vittoria 3–1 sulla Dinamo Zagabria il 12 agosto 1973 nei sedicesimi di finale della Kup Maršala Tita 1973.

## Strutture

### Stadio

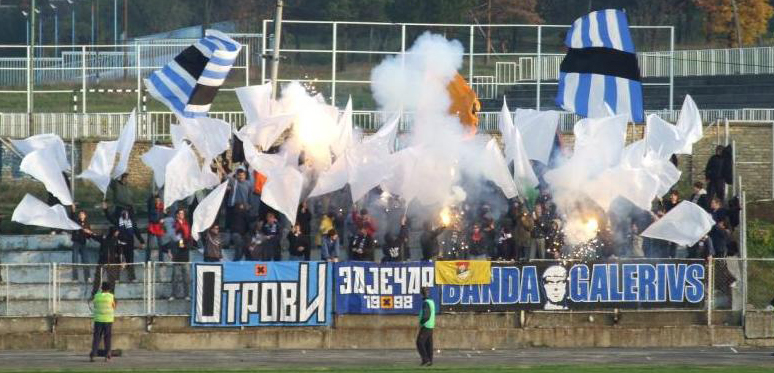
Festeggiamenti degli Otrovi per il decennale

Il FK Timok 1919 disputa le partite interne allo Stadion pod Kraljevicom, un impianto da 5000 posti.

## Calciatori
- Yaw Antwi
- Darko Božović
- Dragan Pantelić
- Vojislav Brašanac
- Živan Ljukovčan

## Palmarès
- Srpska Liga: 1

1980-1981
- Srpska liga Istok: 3

2001-02, 2011-2012, 2020-2021
- Kup FSR Istočna Srbija (coppa della Serbia orientale)

2006, 2012

## Tifoseria
I tifosi più accesi del Timok sono gli Otrovi (veleni). Fondati nel 1998, hanno festeggiato il decennale durante la gara contro lo Župa Aleksandrovac il 15 novembre 2008 nella Srpska liga Istok. Sono posizionati nella parte est dello stadio.